# گوردن هارکر
گوردن هارکر (انگلیسی: Gordon Harker؛ ۷ اوت ۱۸۸۵ – ۲ مارس ۱۹۶۷) هنرپیشه اهل بریتانیا بود.
از فیلم‌هایی که وی در آن نقش داشته است، می‌توان به رینگ اشاره کرد.